# Táncolj még!
A Táncolj még! Szűcs Judith első nagylemeze.

## A lemezen megjelent dalok[1]
1. Ha táncolsz velem (Szűcs Antal Gábor-Várszegi Gábor)
2. Álmaink (Szűcs Antal Gábor-Várszegi Gábor)
3. Tavaszi hangok (Schöck Ottó-S. Nagy István)
4. Csak így lehet (Papp Gyula-Demjén Ferenc)
5. Eleonóra 904-ből (Schöck Ottó-Várszegi Gábor)
6. Egy apró vallomás (Szűcs Antal Gábor-Várszegi Gábor)
7. Táncolj még! (Delhusa Gjon)
8. Nem feledlek (Lámer Emil-Várszegi Gábor)
9. Rólad szól (Szűcs Antal Gábor-Várszegi Gábor)
10. Gyere a disco club elé (Papp Gyula-Várszegi Gábor)
11. A széltoló (Szűcs Antal Gábor-Frenreisz Károly)
12. Meghalt már a nyár (Lámer Emil-Várszegi Gábor)
13. Nincs rajtad kívül senki sem (Ihász Gábor-S. Nagy István)
14. Mammy Good Night (Ric Bogart)
15. A Tender Loving Touch (Várszegi Gábor-Németh Alajos-Schönthal Henrik)
16. Dance Me (Delhusa Gjon-Várszegi Gábor)
17. You're Gonna Stay (Szűcs Antal Gábor-Várszegi Gábor)

A 14-17. dalok a 2004-ben a Hungaroton által újra kiadott lemezen szerepeltek bónuszként.

## Közreműködtek
- Szűcs Judith – ének, vokál
- Color együttes – zenei kíséret
- Bokor Attila, Bokor Gyula, Pólya László – vokál
- Bokor Tibor – basszusgitár
- Pólya László – cselló
- Bokor Attila, Németh Gábor – dob
- Szűcs Antal Gábor – gitár
- Bokor Gyula, Papp Gyula – billentyűs hangszerek
- Kovács Zoltán – trombita